# La nueva normalidad
«La nueva normalidad» es un sencillo publicado por el grupo granadino Los Planetas el 17 de julio de 2020 en formato digital y en vinilo de 7 pulgadas el 9 de abril de 2021.
La pandemia provocada por el coronavirus y los altercados raciales en Estados Unidos que siguieron a la muerte de George Floyd sirven de inspiración para el tema. De la nota promocional del sencillo digital de La nueva normalidad se deduce que su título, efectivamente, remite a la nueva normalidad derivada de la pandemia ocasionada por la COVID-19: "lo normal era el bombardeo publicitario contra lo normal. Tenéis que ser todos diferentes, les decíamos. Exactamente igual de diferentes (...). Después, ya sabes, el virus. Perfil bajo. Ellos en casa y nosotros a descansar y disfrutar una temporadita, que ya iba tocando".
Por su parte, la cara B, El negacionista, también fue publicada previamente en formato digital, en este caso el 1 de enero de 2021.  cuya hoja promocional del single reza "(...) Los Planetas regresan con Negacionista música popular contra la propaganda, la incompetencia, el conformismo y la pereza, para decir no. Al estúpido, no. Al malvado, no. Al Estado, no. A las corporaciones, no. A la incertidumbre, no. A la desinformación, no. Al ventajista, no. A la angustia, no. A la disidencia programada, no. Insistiendo con ahínco en su propuesta de retribución proporcional al sistema, Los Planetas se ofrecen a dar al César lo que es del César, a Dios lo que es de Dios, a la comunidad lo que es de la comunidad y al capitalismo, que es uno y trino, lo que es del capitalismo: la idea de un mundo plano, arrogancia, fiereza de ánimo y ausencia de compasión. Y, aunque no se lo merezca, un poquito de humor".
La nueva normalidad fue elegida mejor canción nacional del año por los oyentes del programa Discogrande (Radio 3), mientras El negacionista es elegida como uno de los mejores temas de 2021 por la revista Muzikalia.
Las dos canciones se incluyen en el álbum de Los Planetas Las canciones del agua (El Ejército Rojo, 2022).

## Lista de canciones
1. La nueva normalidad 5:58
2. El negacionista 3:41

## Créditos
Música 1 y 2: J. Letra 1: J y Manu Ferrón. Letra 2: J.
J: Voz (música) y guitarra eléctrica. 
Florent: guitarra eléctrica. 
Banin: órgano, piano y sintetizadores.  
Julián: bajo y voz. 
Eric: batería. 
Jimi García: trompetas y fliscorno en 1. 
Carlos Díaz: pandereta en 1.
Natalia Drago: guitarra en 1.
La nueva normalidad grabada, mezclada y masterizada por Carlos Díaz en Refugio Antiaéreo y en el cortijo de Santa María de la Vega en Granada. El negacionista grabado y mezclado en el estudio El Refugio Antiaéreo (Granada) y Estudio Rhema (Málaga) por Pablo Sánchez y J, masterizado en Producciones Peligrosas (Granada) y Estudio Rhema (Málaga) por Pablo Sánchez.
La portada, diseñada por Javier Aramburu, representa en la parte dedicada a La nueva normalidad a Malcolm McDowell  en su papel de Alex DeLarge, el protagonista de La naranja mecánica, para la versión cinematográfica de Stanley Kubrick. El envés de la carátula, correspondiente a El negacionista, muestra al cantante español Miguel Bosé en un entorno Disney.

## Videoclip
El vídeo promocional de La nueva normalidad es un montaje de Adrián Nieto Maesso sobre imágenes públicas extraídas de YouTube, mismo creador y técnica similar aplican al "lyric video" de El negacionista.